# Maschinenpistole 34
Az MP-34 a Steyr cég által a második világháború alatt gyártott fatusás géppisztoly.
Az MP-34 konstrukciója az első világháború alatt tervezett MP 18 géppisztolyon alapul.
Mivel készítéséhez az elérhető legjobb anyagokat használták fel, illetve a lehető legjobb minőségben kivitelezték a „géppisztolyok Rolls Royce-ának” tartották. A felhasznált anyagok, illetve a gondos kivitelezés miatt a fegyver ára aránytalanul magas volt.

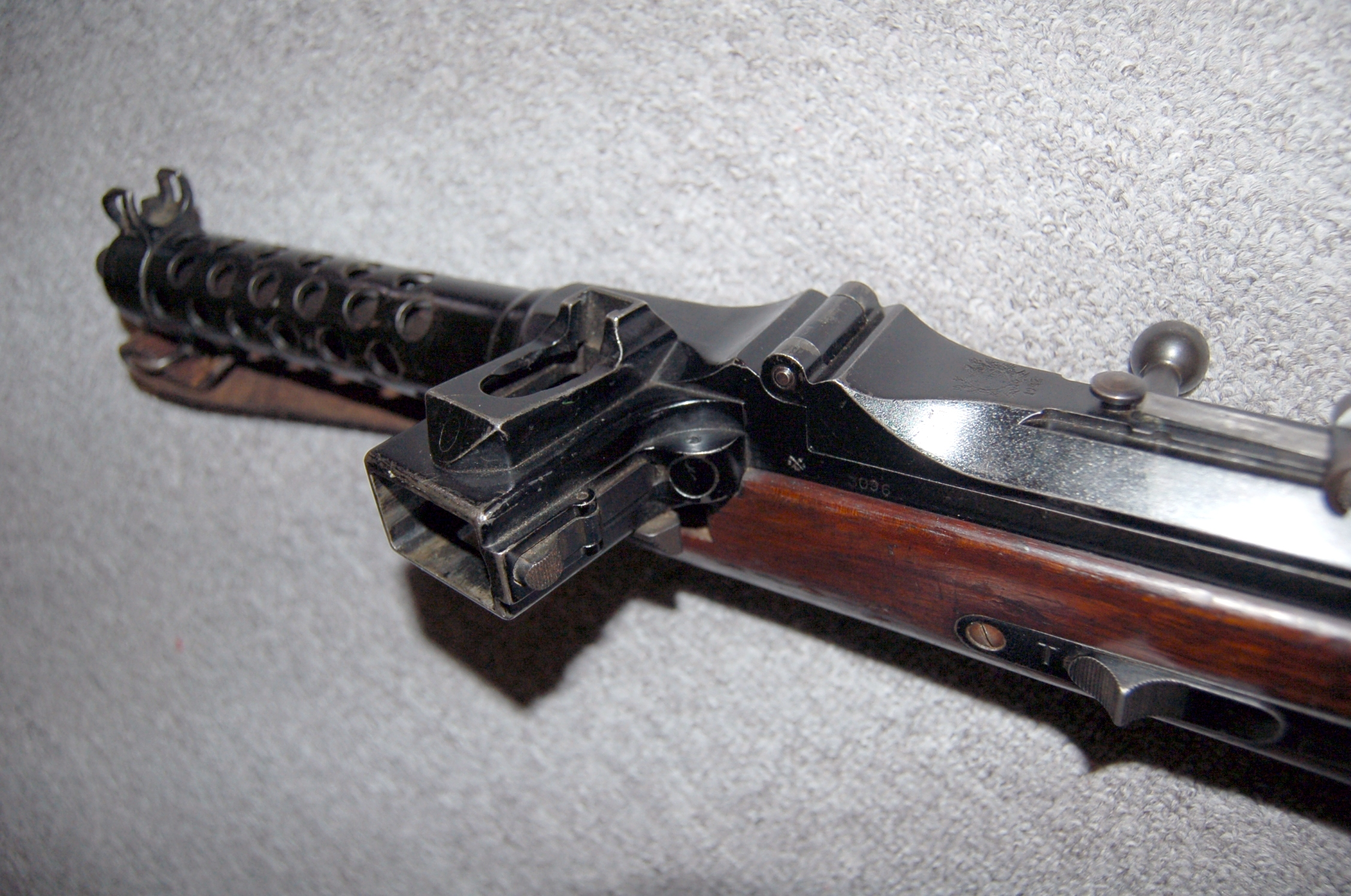
A töltés segítésére is szolgáló tárfészek

A fegyverbe a tárat balról kellett behelyezni és jobb oldalon volt a hüvelykivető nyílás. A tárat a töltéshez a tárfészekben kialakított nyílásba alulról kellett behelyezni, felülről pedig a szabványos 8 töltényes töltőléccel lehetett megtölteni. A teljes töltéshez 4 töltőlécre volt szükség.
A fegyvert felkészítették bajonett illetve háromlábú állvány használatára. Az állvány a fegyver stabilitását lett volna hivatott növelni, használata azonban nem terjedt el.